# 皇帝半島
72°12′S 100°15′W / 72.200°S 100.250°W
皇帝半島（英語：King Peninsula）是南極洲的半島，位於瑟斯頓島以南的皮考克峽灣南部，長200公里、寬40公里，從阿博特冰架和科斯格羅夫冰架一直延伸至阿蒙森海，以美國海軍五星上將命名。